# Københavns Mediegymnasium
Københavns Mediegymnasium er et htx-gymnasium, der fra sommeren 2025 også udbyder stx. Gymnasiet er beliggende på Frederiksberg C lige ved Forum metrostation.
Københavns Mediegymnasiums studieretninger er fordelt på tre forskellige studieområder, der alle har fokus på et aspekt inden for medieverdenen: Life, Game Design og Medier. Gymnasiet udbyder følgende studieretninger: Game Design komm, Game Design Mat, Film & TV, Digitale Medier, Sport og E-sport.

## Historie
NEXT Uddannelse København blev etableret i 2016 efter en fusion mellem Københavns Tekniske Skole og CPH West.
Målsætningen med fusionen var at tilbyde hele paletten af ungdomsuddannelser, og på den måde give unge i Storkøbenhavn mulighed for at få en attraktiv uddannelse, tæt på hvor de bor og tilpasset den enkelte.